# ناصر الأحسائي
ناصر بن هاشم بن أحمد آل سلمان الموسوي الأحسائي (1874 - 25 نوفمبر 1938) (1291 - 3 شوال 1357) فقيه جعفري وكاتب ديني وشاعر سعودي. ولد في المبرز في عائلة هاشمية موسوية معروفة ودرس العلوم الدينية فيها. ثمّ سافر إلى النجف في 1892 لإكمال دراسته، وعاد إلى الأحساء، وبعد مدّة رجع إلى النجف لإكمال دراسته العليا، وبقي فيها حتّى نال درجة الاجتهاد، ثمّ عاد إلى بلاده 1916، مشغولاً بالتدريس. تصدى للمرجعية العامة في الأحساء بعد وفاة علي الخاقاني سنة 1916. وكان يتردد بين الأحساء والنجف حتى عام 1938. توفي في مسقط رأسه وترك عدة مؤلفات وأرجوزات وشروح ومنظومات وأشعار.

## حياته
ولد ناصر بن هاشم آل سلمان الموسوي في المبرز بالأحساء سنة 1291 هـ/ 1874 م ونشأ بها. هو ابن الآخر لوالده الذي توفي في 1309 هـ/ 1891 م.
درس أولًا فيها معظم مقدماته العلمية على يده والده هاشم من النحو والصرف والمنطق والبيان وشيئًا من الفقه حتى توفي والده في 1309 هـ/1891 م وهو ابن 18 عامًا. 
ثم هاجر إلى النجف حدود 1316 هـ/ 1898 م وابن 25 عامًا تقريبًا، وأكمل هناك دروس المقدمات والسطوح. وبدأ حضور أبحاث الخارج لدى علماء منهم محمد كاظم اليزدي ومحمد كاظم الخراساني ومحمد طه نجف وشيخ الشريعة الأصفهاني وعدنان الغريفي وعلي الخاقاني وحسين الخليلي وآقا رضا الهمداني ومحمد هادي الطهراني ومحمود ذهب وأبو تراب الخوانساري وغيرهم. وأقام في النجف تسع سنين ثم عاد إلى الأحساء وبقي سنة كاملة حضر فيها دروس الحكمة على محمد بن عبد الله العيثان. ثم عاد للمرة الثانية إلى النجف وأقام فيها تسع سنين لإكمال دراسته حتى أصبح من الفقهاء المجتهدين. 

## تدريسه
وقام بالتدريس ومن أبرز تلاميدته محمد رضا كاشف الغطاء وعبد الكريم الممتن وكاظم الهجري، ومحمد بن حسين العلي ومحسن بن سلطان الفضلي وعبد الكريم بن حسين الفرج ومحمد علي الخنيزي ومحمد علي الجشي وحسين الصحاف ومعتوق بن عمران السليم وسلمان بن عبد المحسن العلي وكاظم بن عمران السليم وكاظم بن علي الصحاف وحسين بن محمد الخليفة وحسين الدندن وأحمد بن هاشم الخليفة الموسوي وعبد الله بن أحمد الحاجي وكاظم بن صالح المطر وهاشم بن محمد السلمان وناصر بن حسين النمر وغيرهم.
ومن تلامذته المرجع الكبير سماحة آية الله العظمى السيد شهاب المرعشي قدس الله سره 
وقد سمعته بنفسي يصرح بذلك

## مرجعيته
تصدى للمرجعية العامة في الأحساء بعد وفاة علي الخاقاني سنة 1334 هـ/ 1915 م. وكان يتردد بين الأحساء والنجف حتى عام 1357 هـ/ 1938 م، حيث عاد في التاريخ المذكور للأحساء للمرة الأخيرة وبقي بها حتى وفاته.

ورجع إليه في التقليد معظم أهالي الأحساء وكثير من أهال الخليج وجنوب العراق وعربستان وكانت مرجعية أوسع من والده. من وكلائه في شؤون المرجعية ابن عمته حسين بن محمد العلي في المبرز، وعبد الله بن علي الدويل في الهفوف.

## شعره
ذكرت في معجم البابطين عن شاعريته: «شاعر فقيه، شعره موزون مقفى، ما وصلنا منه أكثره في رثاء آل البيت وذكر سيرهم، يتنوع شعره في غير الرثاء بين المديح، والغزل، والتشطير على شعر غيره، والتخميس على شعره. في شعره حكمة، وميل إلى التدين، والنقد الاجتماعي للأمة الإسلامية، كما طرق بعض الموضوعات الطريفة، كحديثه عن «السيجارة»».

## وفاته
توفي بالمدينة المبرز في 3 شوال 1357/ 25 نوفمبر 1938 ودفن بمقبرة العلماء شرق مدينة المبرز بجوار مرقد والده. 

## حياته الخاصة

### نسبه
هو ناصر بن هاشم بن أحمد بن حسين بن سلمان بن محمد بن يوسف بن علي بن إسماعيل بن حسين بن حسن بن إبراهيم بن ناصر بن علي بن صالح بن عيسى بن عبد الله بن جعفر بن موسى بن جعفر بن مسلم بن جعفر بن محمد - صاحب فروزا - بن مسلم بن محمد بن موسى بن علي بن جعفر بن الحسن بن موسى بن جعفر بن موسى الكاظم.

وتعرف أسرته بـآل سلمان أو آل السيد سلمان ويعد من الأسر المعروفة في الأحساء. وقد برز منهم عدد من العلماء المسلمون.

### عائلته
خلف من الأولاد أربعة إبنين وبنتين، محمد وعلي. 

## مؤلفاته
- أجوبة مسائل الملا حسن
- أرجوزة في أحكام المواريث
- أنموذج الحق المبين، في أصول الفقه
- إيضاح السبيل، في تمام العبادات استدلالي، في مجلدين.
- تعليقة مبسوطة على رسالته العلمية
- جوابات المسائل في التوحيد
- رسالة في الأصول
- رسالة في تفسير بعض الأحاديث
- رسالة في العقائد
- الرسالة العلمية الصغرى
- الرسالة العلمية الكبرى
- شرح كتاب التبصرة، في الفقه للحلّي
- شرح دعاء رجب
- كشف الحق في التوحيد
- كشف الغطاء في الحكمة
- منظومة في أصول الدين
- منظومة في فقه الطهارة، تبلغ ألفي بيت